# Inyección (medicina)

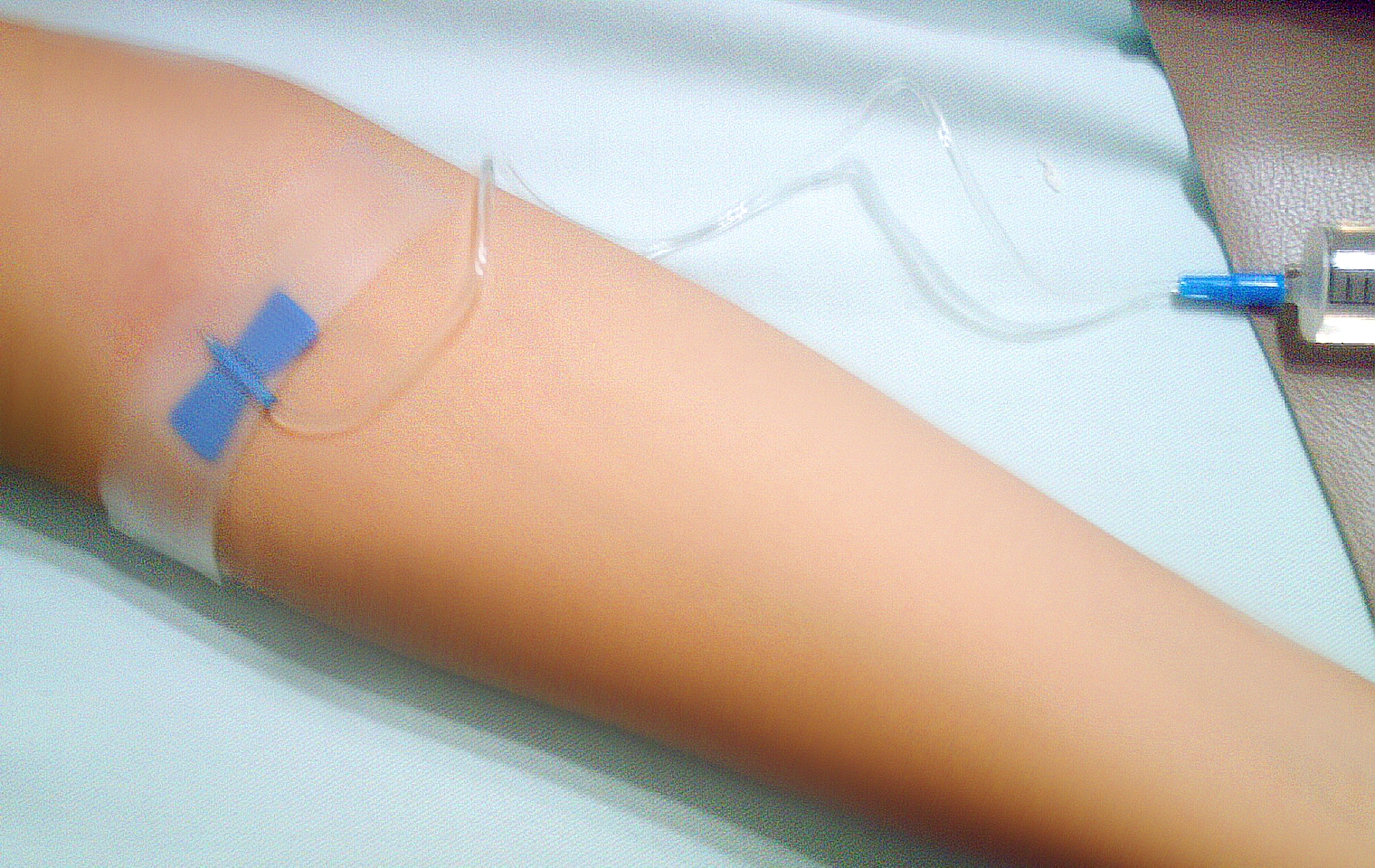
Inyección de solución salina intravenosa.

Una inyección en medicina es la introducción de medicamento o productos biológicos al sitio de acción mediante la punción a presión en diferentes tejidos corporales a través de una jeringa y una aguja hipodérmica o de inyección.

## Jeringas y agujas
Las jeringas son en la actualidad de plástico, vienen envasadas en una bolsa de silicona hermética, son estériles y se utilizan una sola vez, a fin de evitar riesgos de infecciones entre varios pacientes. Existen varios tamaños de jeringas. Desde las más pequeñas, con capacidad de un mililitro o centímetro cúbico, que se emplean sobre todo para la administración de insulina a pacientes diabéticos, hasta las mayores, con capacidad de 60 mililitros. Las más usuales son las de 3 y de 5 mililitros.
Las agujas tienen un tubo de metal y un adaptador de plástico. Mediante este adaptador se fija la aguja al extremo inferior de la jeringa. Al igual que las jeringas, las agujas también se suministran envasadas individualmente y estériles, y se utilizan una sola vez para evitar infecciones. Las agujas se fabrican en diversos tamaños, los cuales se utilizan según la forma de inyección.
Las inyecciones son siempre hipodérmicas, es decir, que el líquido se introduce debajo de la piel. Sin embargo, recientemente se ha propuesto el desarrollo de «nanoparches» como alternativa a las inyecciones tradicionales. Los nanoparches introducirían en la piel (y no debajo de ella) la sustancia activa de una manera indolora, segura y, en el caso de las vacunas, más eficiente.

## Tipos de inyección
Hay cuatro formas de inyecciones: intravenosa, intramuscular, subcutánea e intradérmica

### Inyección intravenosa
En la inyección intravenosa se introduce la aguja a través de la piel en una vena. En un ángulo de 20º el líquido entra por lo tanto en el sistema circulatorio. Intravenoso significa «dentro de una vena» y con frecuencia hace referencia a la administración de medicamentos o líquidos a través de una aguja o sonda insertada dentro de una vena. Esto permite el acceso inmediato del medicamento o líquido al torrente sanguíneo.

### Inyección intramuscular
En la inyección intramuscular la aguja penetra en un tejido muscular, en un ángulo de 90°, depositando el líquido en ese lugar. Desde allí el cuerpo lo va absorbiendo lentamente a través de los vasos sanguíneos capilares. En el cuerpo humano se suelen inyectar en los brazos, los glúteos o los muslos. Una inyección intramuscular (IM) es una inyección de medicamento que se administra en el músculo. Ciertos medicamentos necesitan administrarse en el músculo para que funcionen correctamente.

### Inyección subcutánea

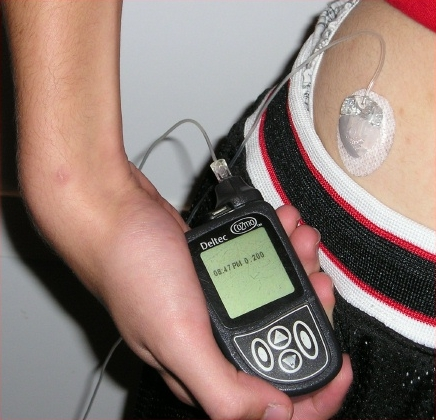
Bomba de insulina con su inyección subcutánea.

En la inyección subcutánea la aguja penetra muy poco espacio por debajo de la piel, donde el ángulo de inyección con respecto a la piel debe ser de 45°. El líquido se deposita en esa zona, desde donde es igualmente absorbida de forma lenta por todo el organismo. 
La absorción en el tejido subcutáneo se realiza por simple difusión entre el tejido subcutáneo y la sangre. La velocidad de absorción es mantenida y lenta, lo que permite asegurar un efecto sostenido. 
La mayoría de los fármacos subcutáneos son líquidos e hidrosolubles y no irritantes en los tejidos. Debido a que el tejido subcutáneo contiene receptores del dolor, las sustancias irritantes pueden producir dolor y necrosis en el tejido.
Las zonas más habituales para la punción subcutánea son: los brazos, los muslos y la región periumbilical. Todas ellas se caracterizan por tener una baja vascularización.

### Inyección intradérmica
En la inyección intradérmica la aguja penetra, solo en la piel (dermis) en un ángulo de 15º paralelo al eje longitudinal del antebrazo. La inyección ha de ser lenta y, si es correcta, aparecerá una pequeña pápula en el punto de inyección que desaparece espontáneamente en 10 - 30 minutos. El producto biológico será absorbido de forma lenta y local.
Se la utiliza para prueba de alergia de medicamentos.
 ¿Cuál es el procedimiento que se utiliza?
1.      Asegúrese de que tiene la cantidad correcta del medicamento adecuado en la jeringa.
2.      Lávese bien las manos con agua y jabón. Séquelas.
3.      Con cuidado, encuentre el lugar en el que aplicará la inyección.
4.      Limpie la piel en ese punto con un algodón con alcohol. Déjelo secar.
5.      Tome la tapa de la aguja.
6.      Agarre el músculo en el área con los dedos pulgar e índice.
7.      Con firmeza, coloque la aguja en el músculo recto hacia arriba y abajo en un ángulo de 90 grados.
8.      Empuje el medicamento en el músculo.
9.      Retire la aguja en línea recta.
10.   Presione el área con la bola de algodón.
Si tiene que dar más de una inyección, NO se debe poner en el mismo lugar. Use otra parte del cuerpo u otro sitio.

## Aguja hipodérmica
Fue inventada en 1853 por Alexander Wood, médico de Edimburgo, cuya esposa padecía un cáncer incurable, precisamente para inyectarle morfina. Fue la primera persona en recibir esta droga por esa vía y la primera en adquirir el hábito de la aguja.
El invento fue posible gracias a que el irlandés Francis Rynd (1811-1861) había inventado la «aguja hueca» en 1844.
Pero quien verdaderamente popularizó el método fue el médico francés Charles Gabriel Pravaz (1791-1855), que diseñó una jeringa, precursora de las actuales, pero con pistón el mismo año que Wood.
Más tarde, Williams Fergusson (1808-1873) la simplificó y luego el fabricante Luer la industrializó con una forma similar a las usadas en la actualidad.
El concepto era conocido desde la antigüedad, ya Galeno usó y describió métodos de inyección; sin embargo las inyecciones aprovechaban incisiones o se practicaban, la invención de la aguja hipodérmica fue, por tanto, un gran avance.